# Achelia bituberculata
Achelia bituberculata is een zeespin uit de familie Ammotheidae. De soort behoort tot het geslacht Achelia. Achelia bituberculata werd in 1949 voor het eerst wetenschappelijk beschreven door Hedgpeth. 